# Замша, Симион
Симион Замша — художник, живописец и график, Мастер искусств Молдавии (1996).

## Образование
С 1969 по 1976 год, Симион Замша учился в художественном лицее имени Виеру в Кишинёве. После окончания лицея поступил в художественную академию имени Репина в Ленинграде, СССР, на отделение Книжной графики под руководством профессоров Геннадия Эпифанова, Ирины Птаховой и Ли Клима.

## Творческая биография
- 1973 Дебютирует с работой «Перед дождём» на выставке Детских Художественных Школ в Государственном Музее Искусств в Кишинёве.
- 1990 Принят в Союз Художников Молдовы[1]
- 1995 Получает членство Международной Ассоциации Художников при ЮНЕСКО (AIAP[2])
- с 1990 года работает преподавателем в высших художественных учебных заведениях; доцент кафедры графического дизайна в Государственном педагогическом университете им. Крянгэ в Кишинёве

## Стипендии
- 1988-1990 СХ СССР, Москва
- 1995 Альянс Франсез, Сержи Понтуаз, Париж
- 2001 Фонд Сороса Молдовы [3]

## Награды и премии
- 1993 IIIе место, выставка-конкурс современного искусства Салоны Молдовы, III-й выпуск, Бакэу-Кишинёв
- 1994 IIе место, выставка-конкурс Баковиана, Бакэу
- 1996 Особый приз для преподавателей, выставка-конкурс современного искусства Салоны Молдовы, IV-й выпуск, Бакэу-Кишинёв
- 1996 Мастер искусств Молдавии[4]
- 1998 Премия Инспекции по культуре гор. Сучава, выставка-конкурс современного искусства Салоны Молдовы, V-й выпуск, Бакэу-Кишинёв
- 2002 Премия за графику Союза художников Молдовы, Осенние Салоны Молдовы, XII-й выпуск, Бакэу-Кишинёв
- 2008 Премия за графику Союза художников Молдовы, Осенние Салоны Молдовы, XVIII-й выпуск, Бакэу-Кишинёв[5]
- 2009 Iе место, Международная Биеннале Живописи, Кишинёв[6][7]
- 2016 Национальная премия Республики Молдова (Правительство Молдавии)[8].

## Организатор и куратор проектов
- 2002 Международный творческий лагерь Paper-art в Государственном Педагогическом Университете им. Крянгэ в Кишинёве и Центральном выставочном зале Constantin Brancusi, СХ Кишинёв
- 2003 Международный Workshop Ручная бумага, Кишинёв, Молдова
- 2004 Творческий лагерь современного искусства I, Старый Оргеев — Бутучень, Молдова
- 2005 Творческий лагерь современного искусства II, Старый Оргеев — Бутучень, Молдова
- 2008 Творческий лагерь современного искусства, Слобозия Душка, Криулень, Молдова

## Симпозиумы и творческие лагеря
- 1989—1990 Сенеж, Москва
- 1993—1996 S. Holosi, Бая Маре, Румыния
- 1994 Тескань, Бакэу, Румыния
- 1995 Юрбаркас, Литва
- 1998 Hartiata-98, Галерея Добрич,Болгария
- 1998 Мини-лито 98, Кишинёв, Молдова
- 1999 Галерея Марко Дотрино, Торре Канавезе, Турин, Италия
- 2000-2002 Слэник-Молдова, Мойнешть,Румыния
- 2001 — 2002 Валя Узулуй, Румыния
- 2003 Слэник-Молдова II, Мойнешть, Румыния
- 2003 International Painter Campus-2004 Dedeman Hotel, Кишинёв, Молдова
- 2005 Каменице-над-Липоу, Чехия
- 2006 Международный лагерь в Астане, Казахстан